# Ataluren
L'ataluren, aussi connu sous le nom de code PTC124, est le principe actif d'un médicament conçu par l'entreprise pharmaceutique PTC Therapeutics (en) et vendu sous la marque Translarna.
Il a été autorisé en 2014 dans la dystrophie musculaire de Duchenne pour les patients atteints de mutation non-sens. Mais en 2024, l'agence européenne des médicaments s'est prononcée contre le renouvellement de cette AMM,.
Il a été en essai clinique dans le traitement de la mucoviscidose, mais son utilisation s'est révélée inefficace.

## Structure
L'ataluren est une molécule de petite masse moléculaire, l'acide 3-[5-(2-fluorophényl)-1,2,4-oxadiazol-3-yl]benzoïque.

## Mode d'action
L'ataluren permet au système ribosomique de traduction de l'ARNm en protéine de passer outre aux signaux de terminaison illicites liés à des mutations non-sens,. Une mutation non-sens est une substitution ponctuelle de base dans l’ADN qui remplace un codon spécifiant un acide aminé par un codon d’arrêt. Cette mutation dans l'ADN aboutit à la transcription d’un ARNm portant lui aussi, à la place d’un codon spécifiant normalement cet acide aminé, un codon stop qui, à son tour, spécifie la fin de la traduction génétique et le relargage d'un peptide incomplet.
Il y a cependant un débat en cours sur la question : l'ataluren est-il réellement vraiment une molécule fonctionnelle (en "shuntant" un codon non sens), ou, s'il ne fonctionne pas, le résultat est-il un faux positif issu de la luciférase utilisée ?

## Efficacité
Dans les formes de myopathie de Duchenne avec mutation non-sens, la molécule augmenterait l'expression de la dystrophine. Au niveau fonctionnel, il améliorerait le test de marche de six minutes, mais uniquement s'il est compris entre 300 et 400 m.

## Autorisation de mise sur le marché
Le 23 mai 2014, le Comité européen des médicaments à usage humain de l’Agence européenne des médicaments (AEM) accorde une autorisation d’utilisation à l’ataluren dans la myopathie de Duchenne. En 2024, l'AEM s'est prononcée contre le renouvellement de cette AMM,.